# الخيالة (جبل)
جبل الخَيَالَة (بفتح الخاء المعجمة والمثناة التحتية ثم ألف، بعدها لام مفتوحة فهاء) هو جبل متوسط الارتفاع في تهامة في ديار قبيلة بلقرن، ويقع شرقي قرية الحفنة بين بني رزق النبيعة وأهل الجوف من بلقرن في محافظة العرضيات في منطقة مكة المكرمة في المملكة العربية السعودية. في قمة الجبل قرية أثرية قديمة متهدمة تُنسب إلى قبيلة بني هلال العربية المشهورة وأنها من قراهم في المنطقة.